# Neocarus
Genre
Neocarus est un genre d'acariens parasitiformes de la famille des Opilioacaridae.

## Distribution
Les espèces de ce genre se rencontrent en Amérique.

## Liste des espèces
- Neocarus bajacalifornicus (Vazquez & Klompen, 2003)
- Neocarus calakmulensis Vazquez & Klompen, 2009
- Neocarus nicaraguensis (Vazquez & Klompen, 2003)
- Neocarus nohbecanus (Vazquez & Klompen, 2003)
- Neocarus ojastii Lehtinen, 1980
- Neocarus orghidani (Juvara-Bals & Baltac, 1977)
- Neocarus platensis (Silvestri, 1905)
- Neocarus potiguar Bernardi, Zacarias & Ferreira, 2012
- Neocarus proteus Bernardi, Klompen, Zacarias & Ferreira, 2013
- Neocarus siankaanensis (Vazquez & Klompen, 2003)
- Neocarus texansus Chamberlin & Mulaik, 1942
- Neocarus veracruzensis Vazquez & Klompen, 2009

## Publication originale
- Chamberlin & Mulaik, 1942 : On a new family in the Notostigmata. Proceedings of the Biological Society of Washington, vol. 55, p. 125-131.